# Jacques-Désiré Périatambée
Jacques-Désiré Périatambée, né le 15 octobre 1975 à Curepipe à l'île Maurice, est un footballeur franco-mauricien, évoluant comme milieu de terrain. De 1998 à 2006, il joue 18 fois pour l'équipe de Maurice et inscrit un but.

## Carrière
- 1992-1997 : AJ Auxerre  France
- 1997-1999 : ES Troyes AC  France
- 1999-2000 : AJ Auxerre  France
- 2000-2003 : Grenoble Foot  France
- 2003-2006 : Le Mans UC  France
- 2006-2008 : Chamois niortais FC  France
- 2008-janvier 2010 : Dijon FCO  France
- 2010-2012 : SC Bastia  France[2]

## Palmarès
- Champion de France de National en 2001 avec Grenoble
- Champion de France de National en 2011 avec Bastia
- Champion de France de Ligue 2 en 2012 avec Bastia

## Distinctions personnelles
- Élu Sabot d'Or en octobre 2006 par les internautes du club de Niort (trophée récompensant le meilleur joueur du club pour 10 journées, il reçoit ce trophée pour les 10 premières de la saison 2006-2007)